# Lluita als Jocs Olímpics d'estiu de 1912 - lluita grecoromana masculina pes semipesant
La prova del pes semipesant de lluita grecoromana fou una de les cinc de lluita grecoromana que es disputaren als Jocs Olímpics d'Estocolm de 1912. Com la resta de proves de lluita sols hi podien participar homes. Hi van prendre part 29 participants, en representació de 12 països. La competició es va disputar del 7 al 15 de juliol de 1912.
La competició emprà un sistema de doble eliminació. En lloc d'emprar el sistema habitual d'eliminació en quadres a cada lluitador se li assigna un número. Cada lluitador s'enfronta contra el lluitador amb el següent número, amb la condició que no s'hi hagi enfrontat abans i que no sigui de la mateixa nacionalitat, excepte si això és necessari per evitar que algú lliuri. Quan un lluitador té dues derrotes queda eliminat, i quan sols en queden tres, els medallistes, es passa a una última ronda especial per determinar l'ordre de les medalles.

## Medallistes
| Or | Plata                                   | Bronze           |
|    | Anders Ahlgren (SWE) Ivar Böhling (FIN) | Béla Varga (HON) |

## Resultats

### Primera ronda
29 lluitadors comencen la competició.
| Perduts | Vencedor                 | Perdedor                | Derrotes |
| ------- | ------------------------ | ----------------------- | -------- |
| 0       | Ivar Böhling (FIN)       | Édouard Martin (FRA)    | 1        |
| 0       | Anders Rajala (FIN)      | Karl Groß (GER)         | 1        |
| 0       | Peter Oehler (GER)       | Otto Nagel (DEN)        | 1        |
| 0       | Oreste Arpè (ITA)        | Oskar Kumpu (FIN)       | 1        |
| 0       | Sigurjón Pétursson (ISL) | Gustaf Lind (FIN)       | 1        |
| 0       | Johan Salila (FIN)       | Ragnar Fogelmark (SWE)  | 1        |
| 0       | Oskar Wiklund (FIN)      | Johannes Eriksen (DEN)  | 1        |
| 0       | Béla Varga (HON)         | Karl Ekman (SWE)        | 1        |
| 0       | Knut Lindberg (FIN)      | Fritz Lange (GER)       | 1        |
| 0       | Renato Gardini (ITA)     | Johann Trestler (AUT)   | 1        |
| 0       | Karl Lind (FIN)          | Ansgar Løvold (NOR)     | 1        |
| 0       | August Pikker (RUS)      | Karl Barl (AUT)         | 1        |
| 0       | Johan Andersson (SWE)    | František Kopřiva (BOH) | 1        |
| 0       | Jens Christensen (DEN)   | Ernst Nilsson (SWE)     | 1        |
| 0       | Anders Ahlgren (SWE)     | Lliura                  | —        |

### Segona ronda
29 lluitadors inicien la segona ronda, 15 sense derrotes i 14 amb una derrota. Ahlgren, que havia lliurat en la primera ronda, lluitarà dues vegades en aquesta.
10 foren eliminats, el màxim possible, ja que 5 dels 15 enfrontaments tenen lloc entre lluitadors imbatuts. 4 lluitadors van sobreviure a l'eliminació eliminant al seu rival. 5 luitadors van perdre el seu primer combat, mentre 10 van continuar imbatuts.
| Perduts | Vencedor                 | Perdedor                  | Derrotes |
| ------- | ------------------------ | ------------------------- | -------- |
| 0       | Anders Ahlgren (SWE)     | Edouard Martin (FRA)      | 2        |
| 0       | Ivar Böhling (FIN)       | Karl Gross (GER)          | 2        |
| 0       | Anders Rajala (FIN)      | Otto Nagel (DEN)          | 2        |
| 0       | Peter Oehler (GER)       | Oskar Kumpu (FIN)         | 2        |
| 0       | Oreste Arpe (ITA)        | Gustaf Lind (FIN)         | 2        |
| 0       | Sigurjón Pétursson (ISL) | Johan Salila (FIN)        | 1        |
| 1       | Johannes Eriksen (DEN)   | Ragnar Fogelmark (SWE)    | 2        |
| 0       | Oscar Wiklund (FIN)      | Béla Varga (HON)          | 1        |
| 0       | Knut Lindberg (FIN)      | Karl Ekman (SWE)          | 2        |
| 1       | Fritz Lange (GER)        | Johann Trestler (AUT)     | 2        |
| 0       | Renato Gardini (ITA)     | Karl Lind (FIN)           | 1        |
| 1       | Karl Barl (AUT)          | Ansgar Løvold (NOR)       | 2        |
| 0       | Johan Andersson (SWE)    | Augusts Pikker (RUS)      | 1        |
| 1       | Ernst Nilsson (SWE)      | František Kopřiva\| (BOH) | 2        |
| 0       | Anders Ahlgren (SWE)     | Jens Christensen (DEN)    | 1        |

### Tercera ronda
Augusts Pikker abandona després de la seva primera derrota en la segona ronda. 18 lluitadors prenen part en la tercera ronda, 10 que no han perdut cap combat i 8 amb un de perdut.
3 lluitadors foren eliminats. 5 lluitadors van sobreviure a l'eliminació, 2 eliminant a un rival i 3 per infringir la primera derrota a un rival. 6 van perdre el seu primer combat, mentre 4 van continuar imbatuts.
| Perduts | Vencedor               | Perdedor                 | Derrotes |
| ------- | ---------------------- | ------------------------ | -------- |
| 0       | Ivar Böhling (FIN)     | Peter Oehler (GER)       | 1        |
| 0       | Anders Rajala (FIN)    | Oreste Arpe (ITA)        | 1        |
| 1       | Johannes Eriksen (DEN) | Johan Salila (FIN)       | 2        |
| 0       | Oscar Wiklund (FIN)    | Sigurjón Pétursson (ISL) | 1        |
| 1       | Béla Varga (HON)       | Knut Lindberg (FIN)      | 1        |
| 1       | Fritz Lange (GER)      | Johan Andersson (SWE)    | 1        |
| 1       | Ernst Nilsson (SWE)    | Renato Gardini (ITA)     | 1        |
| 0       | Anders Ahlgren (SWE)   | Karl Lind (FIN)          | 2        |
| 1       | Jens Christensen (DEN) | Karl Barl (AUT)          | 2        |

### Quarta ronda
15 lluitadors iniciaren la quarta ronda, 4 sense cap derrota i 11 amb una derrota.
5 lluitadors foren eliminats. 6 lluitadors van sobreviure a una potencial elimació, 3 eliminant a un rival i 2 per infringir la primera derrota a un rival. 2 van perdre el seu primer combat, mentre Ahlgren i Böhlin van continuar imbatuts.
| Perduts | Vencedor                 | Perdedor              | Derrotes |
| ------- | ------------------------ | --------------------- | -------- |
| 0       | Ivar Böhling (FIN)       | Oreste Arpe (ITA)     | 2        |
| 1       | Sigurjón Pétursson (ISL) | Anders Rajala (FIN)   | 1        |
| 1       | Johannes Eriksen (DEN)   | Peter Oehler (GER)    | 2        |
| 1       | Fritz Lange (GER)        | Oscar Wiklund (FIN)   | 1        |
| 1       | Béla Varga (HON)         | Johan Andersson (SWE) | 2        |
| 1       | Knut Lindberg (FIN)      | Ernst Nilsson (SWE)   | 2        |
| 0       | Anders Ahlgren (SWE)     | Renato Gardini (ITA)  | 2        |
| 1       | Jens Christensen (DEN)   | Lliura                | —        |

### Cinquena ronda
Oscar Wiklund abandona després de la seva primera derrota en la quarta ronda. 9 lluitadors iniciaren la cinquena ronda, 2 sense cap derrota i 7 amb una.
4 lluitadors foren eliminats. 3 van sobreviure a una potencial elimació, 2 perquè eliminaren a un altre lluitador i un altre perquè lliurà. Els dos lluitadors invictes ho continuen estant.
| Perduts | Vencedor             | Perdedor                 | Derrotes |
| ------- | -------------------- | ------------------------ | -------- |
| 0       | Ivar Böhling (FIN)   | Jens Christensen (DEN)   | 2        |
| 1       | Anders Rajala (FIN)  | Johannes Eriksen (DEN)   | 2        |
| 1       | Béla Varga (HON)     | Sigurjón Pétursson (ISL) | 2        |
| 0       | Anders Ahlgren (SWE) | Knut Lindberg (FIN)      | 2        |
| 1       | Fritz Lange (GER)    | Lliura                   | —        |

### Sisena ronda
5 lluitadors iniciaren la sisena ronda, 2 sense derrotes i 3 amb una.
Böhling elimina a Lange i Varga fa el mateix amb Rajala, amb la qual cosa sols queden tres luitadors per a la fase final. Ahlgren per la seva part lliura i passa directament a la final.
| Perduts | Vencedor             | Perdedor            | Derrotes |
| ------- | -------------------- | ------------------- | -------- |
| 0       | Ivar Böhling (FIN)   | Fritz Lange (GER)   | 2        |
| 1       | Béla Varga (HON)     | Anders Rajala (FIN) | 2        |
| 0       | Anders Ahlgren (SWE) | Lliura              | —        |

### Ronda final
Amb sols tres lluitadors, tots els resultats previs s'ignoren en la ronda final.
Ahlgren i Böhling guanyen a Varga, amb la qual cosa el lluitador hongarès guanya la medalla de bronze. Els dos lluitadors que s'han de jugar l'or arrien al combat decisiu sense cap derrota. En la final cap dels dos capaç de derrotar a l'altre tot i les més de nou hores de combat. Finalment el jurat va determinar un empat, i ja que cap d'ells havia guanyat se'ls va atorgar la medalla de plata.
| Combat |       | Vencedor             | Perdedor           |        |
| ------ | ----- | -------------------- | ------------------ | ------ |
| A      | al C  | Anders Ahlgren (SWE) | Béla Varga (HON)   | al B   |
| B      | al C  | Ivar Böhling (FIN)   | Béla Varga (HON)   | Bronze |
| C      | Plata | Anders Ahlgren (SWE) | Ivar Böhling (FIN) | Plata  |